# Thimbleweed Park
Thimbleweed Park è un'avventura grafica ideata da Ron Gilbert e Gary Winnick, già creatori di Maniac Mansion e della serie di Monkey Island.
Il gioco si ispira ad avventure grafiche di Gilbert e Winnick come Maniac Mansion (1987) e The Secret of Monkey Island (1990), sia nella meccanica di gioco che nella grafica, proponendosi al contempo di migliorarle ed attualizzarle al contesto della tecnologia e del pubblico di oggi. I due sviluppatori statunitensi hanno costituito appositamente la società chiamata Terrible Toybox ed hanno ingaggiato alcuni tra i migliori specialisti del genere nonché loro colleghi alla LucasArts come David Fox per la progettazione e la programmazione, e Mark Ferrari per l'arte grafica. 
Il testo è disponibile in inglese, italiano, spagnolo, francese, tedesco e russo, mentre le voci dei personaggi sono in inglese. Tuttavia, è possibile giocare a Thimbleweed Park con le voci in italiano tramite l'aggiunta una patch non ufficiale, creata grazie al contributo di alcuni appassionati.

## Trama
L'avventura comincia con un assassinio commesso nella cittadina di Thimbleweed Park, ad investigare sul quale giungono due distinti agenti federali. Intanto la giovane Delores cerca la sua strada nella vita. Il pagliaccio Ransome deve fare i conti con una maledizione che gli ha rovinato la vita. Franklin cerca di dare una nuova direzione all'attività di famiglia. Solo col progredire del gioco si svelano gli eventi che collegano le storie dei vari personaggi giocabili.

## Personaggi giocabili
- Agente FBI Angela Ray, agente esperta e cinica e dai metodi sbrigativi. Non sopporta il suo collega Reyes. Fuma e fa spesso battute irriverenti.
- Agente FBI Antonio Reyes, giovane agente alle prime armi. Rispetta la sua collega Ray, anche se sembra che non gli sia simpatica.
- Delores, una giovane aspirante programmatrice di videogiochi, nonostante suo zio Chuck abbia altri programmi per lei.
- Ransome, un pagliaccio a cui è stata scagliata una maledizione, per effetto della quale non si può più togliere il trucco. I suoi dialoghi sono simpaticamente censurati per non mostrare il suo linguaggio scurrile. A Thimbleweed Park non è ben visto da molte persone.
- Franklin, padre di Delores e fratello di Chuck, muore in circostanze misteriose e diventa un fantasma. Cercherà di parlare un'ultima volta con sua figlia, prima di andare nell'aldilà.

## Modalità di gioco
Come nelle prime avventure grafiche, il gioco presenta una tabella di verbi. Il giocatore esplora l'ambiente virtuale e può interagire con esso componendo frasi con un clic sulla casella di verbi, oggetti e personaggi.
Il gioco presenta cinque differenti personaggi giocabili che il giocatore potrà controllare passando dall'uno all'altro, proprio come in Maniac Mansion. Prima del termine dell'avventura, sarà comunque possibile proseguire il gioco con tutti i personaggi per vedere il compimento della loro parte della storia. Inoltre sarà possibile rigiocare il titolo svolgendo dialoghi e azioni con differenti personaggi e così portare avanti la narrazione e i dialoghi da un diverso punto di vista. Alcuni enigmi sono risolvibili solo da determinati personaggi (come in Maniac Mansion).
Sono presenti due modalità di gioco: 
- la prima (casual) è pensata per i nuovi al genere delle avventure grafiche punta e clicca, e prevede in generale meno enigmi e meno luoghi da esplorare;
- la seconda (difficile) è pensata per i più familiari col genere, e contiene tutti gli enigmi e i luoghi.

## Sviluppo
Il 18 novembre 2014 Gilbert ha pubblicato un articolo sul suo blog personale "Grumpy Gamer" nel quale rivelava che le conversazioni ispiratrici del gioco cominciarono molti mesi prima, mentre lui e Gary Winnick ricordavano quanto fosse piacevole lo sviluppo di Maniac Mansion alla LucasArts (al tempo "Lucasfilm Games"), e quanto apprezzassero "il fascino, la semplicità e l'innocenza" delle avventure grafiche di quel periodo. Winnick propose di realizzare un nuovo gioco nello stile di quelli che avevano sviluppato un tempo. Gilbert accettò, e suggerì di finanziarlo con una campagna di finanziamento collettivo sulla piattaforma Kickstarter. La campagna è stata effettivamente lanciata prefiggendosi un obiettivo di 375.000 dollari, poi ampiamente superato, il che ha permesso notevoli migliorie e una squadra di sviluppo più corposa. La possibilità di supportare il progetto è stata mantenuta ancora per circa un anno e mezzo dopo il lancio della produzione, attraverso altri canali come Pledgemanager.
I due sviluppatori fondatori di Terrible Toybox hanno successivamente selezionato una squadra di specialisti (tra cui alcuni dei loro colleghi storici alla LucasArts come David Fox e Mark Ferrari) per farsi coadiuvare in scrittura, programmazione ed arte grafica.
Gilbert ha programmato un motore per il gioco, affidandosi al linguaggio di scripting "Squirrel" dell'italiano Alberto Demichelis. 
Il gioco è stato sviluppato partendo da alcune caratteristiche di base delle avventure grafiche classiche della LucasArts: essenzialmente l'interfaccia con i verbi, la grafica in stile 8-bit, il taglio umoristico, il bilanciamento tra la narrazione di una storia avvincente e significativa e la risoluzione di enigmi e rompicapi. 
Con il progredire dello sviluppo molte innovazioni sono state introdotte, utilizzando a pieno le potenzialità dei mezzi odierni e andando incontro alle caratteristiche del giocatore di oggi.
La pubblicazione è avvenuta il 30 marzo del 2017 su macOS, Linux, MS Windows e Xbox One. Nei mesi successivi è stato pubblicato per Sony Playstation 4, Nintendo Switch, iOS e Android.

## Accoglienza
Il gioco è stato generalmente ben recepito dalla critica, compresa quella italiana.
| Versione                                | Metacritic | GameRankings |
| --------------------------------------- | ---------- | ------------ |
| Thimbleweed Park (Pc, Mac, Linux, 2017) | 84%        | 85,33%       |
| Thimbleweed Park (Xbox, 2017)           | 85%        | 88%          |